# Křest dospělých

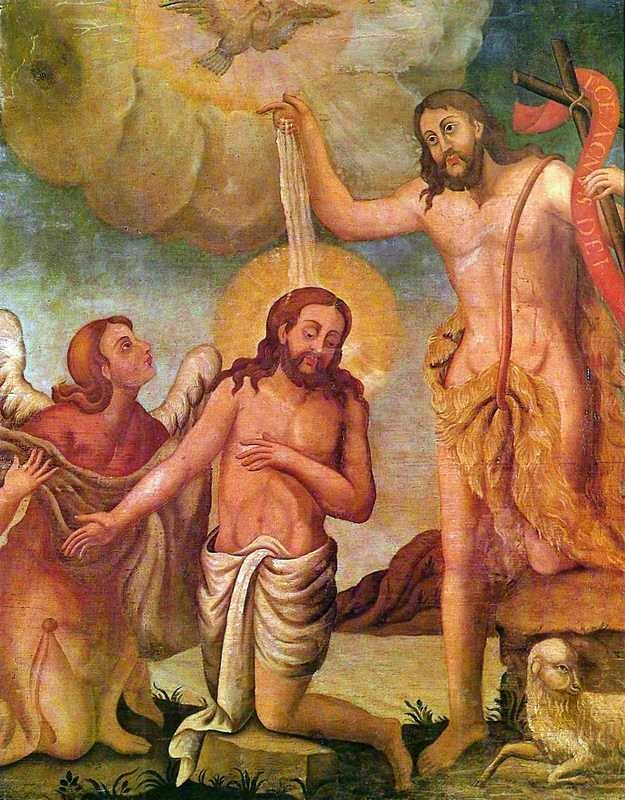
Křest Ježíše Krista; autorem je anonymní brazilský malíř působící v Minas Gerais v 18. století

Křest dospělých či křest věřících (nazývaný také kredobaptismus, z latinského slova credo, které znamená „věřím“) je náboženský obřad, kdy se člověk v dospělém věku rozhodne vstoupit do církve (křesťanské). Na rozdíl od křtu malých dětí (novorozeňat, nemluvňat) musí dospělý člověk být schopen vědomě vyznat víru a podstoupit náboženskou přípravu, aby dokázal svůj zájem a svou víru v určitém náboženství. Kredobaptisté se často domnívají, že nemluvňata neschopná vědomě věřit by neměla být křtěna. U křtu se totiž jedná o rozhodnutí dospělého člověka, jenž si uvědomí svou náboženskou víru a rozhodne se vstoupit do některé z církví. Samotným obrazem křtu dospělých je Ježíš Kristus, jenž se nechal ve třiceti letech pokřtít Janem Křtitelem u řeky Jordánu.

### Rozdílné přístupy
Příprava na křest dospělých viz: Katechumenát
V katolické, pravoslavné, starobylých východních církvích a dalších, které datují svůj vznik do předreformačního období, se křtí jak děti, tak i dospělí lidé. Nejedná se tedy o kredobaptismus ve striktním smyslu, jako je to u církví, které vycházejí z protestantské reformace (od 16. století).
Dospělý člověk, který chce být pokřtěn v římskokatolické církvi, věnuje se náboženské přípravě, která trvá zhruba jeden rok, přičemž není-li ještě zralý, může přípravu lze odložit na pozdější dobu. Žadatel křtu je pak uveden do katechumenátu, stává se katechumenem a dále pracuje na své víře. Příprava začíná zpravidla četbou bible, modlitbami či studiemi praxe křesťanského života. Existuje řada podmínek, které je třeba splnit. Patří mezi ně např. to, že kmotr dosáhl věku minimálně 16 let, je biřmován a žije z víry. Pokud katechumen žije v manželství, musí se prošetřit, zdali je manželství kanonicky platné či neplatné. V případě kanonicky neplatného manželství je třeba po křtu manželství zplatnit. Křty dospělých se konají většinou na Velikonoce.

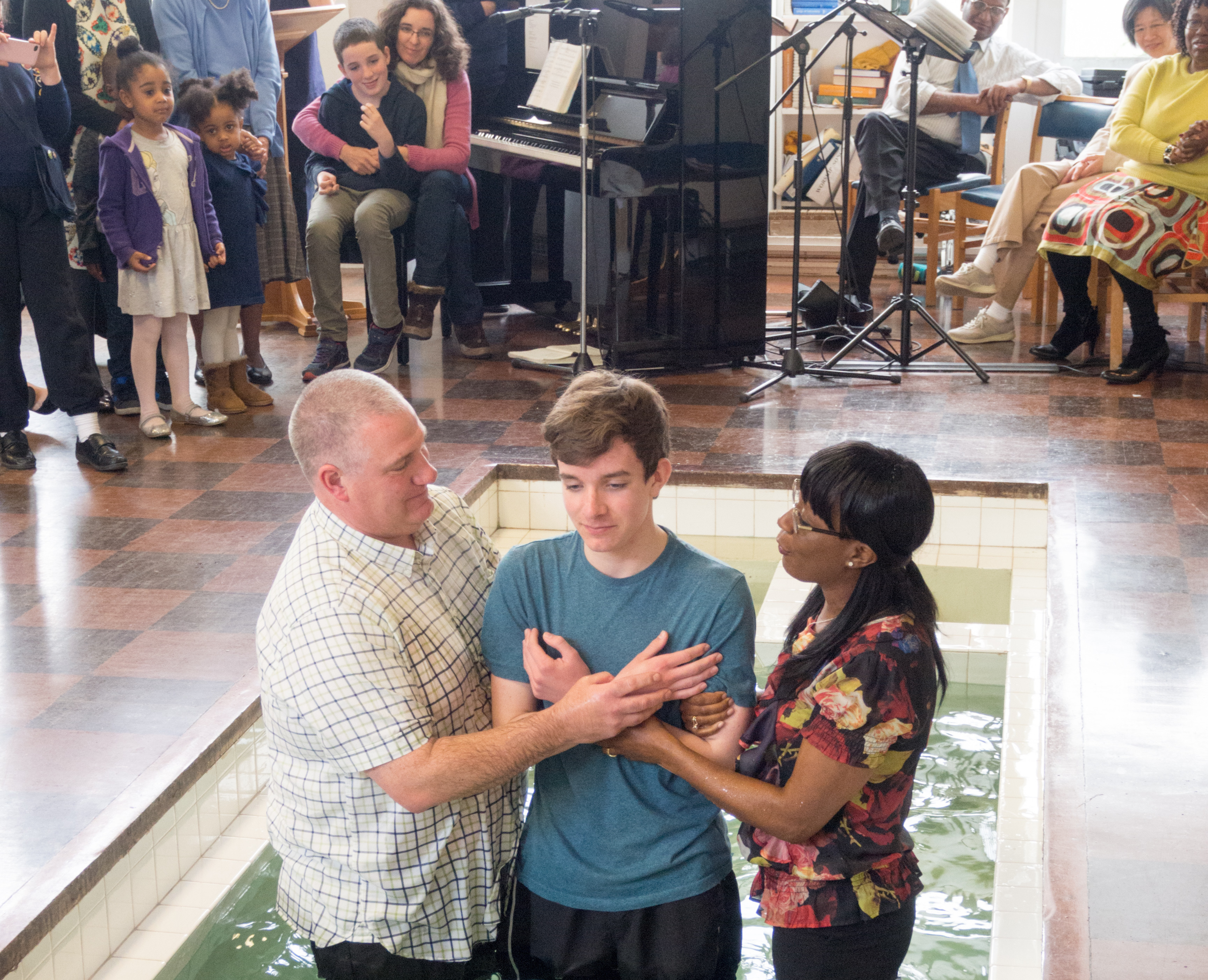
Křest věřících ponořením, Northolt Park Baptist Church, Velký Londýn, Baptist Union of Great Britain v roce 2015; křtěnec má ruce zkřížené na hrudi, muž a žena po stranách.

Způsob křtu věřících závisí na křesťanské denominaci a provádí se buď poléváním (afúze) (normativní metoda v mennonitských, amišských a hutteritských církvích), nebo ponořením (imerze či submerze) (normativní metoda praktikovaná mimo jiné u schwarzenauských bratří, říčních bratří, baptistů a Kristových církví). Mezi těmi denominacemi, které provádějí ponoření, závisí způsob, jakým se praktikuje, na církvi; schwarzenauští bratři a říční bratři například učí „trojí ponoření, tj. ponoření třikrát dopředu ve jménu Otce, Syna a Ducha svatého.“
Některé metodistické denominace, včetně Svobodné metodistické církve a Evangelické wesleyánské církve, provádějí křest nemluvňat pro rodiny, které si ho pro své děti přejí, ale poskytují obřad zasvěcení dítěte těm, kteří dávají přednost křtu věřícího až poté, co jejich dítě osobně přijme Ježíše jako svého Spasitele.
Denominace a skupiny, které provádějí křest věřících, byly historicky označovány jako „anabaptisté“ (z novolatinského anabaptista, z řeckého ἀναβαπτισμός: ἀνά-, lat. „re-“, česky „znovu-“, a βαπτισμός, „křest“ – tedy novokřtěnec), ačkoli tento termín se používá především pro označení denominací a stoupenců patřících k anabaptistické větvi křesťanství, která vznikla v době radikální reformace.
Anabaptisté považují své myšlenky za založené na učení Ježíše Krista, který podle 28. kapitoly Matoušova evangelia – Mt 28 (Kral, ČEP) vyzval, aby učili všechny národy a křtili je ve jménu Otce i Syna i Ducha svatého. Podle některých teologů je přirozené dodržovat takto naznačené pořadí, tedy buď pokřtít někoho, kdo se již dříve stal učedníkem, což u dítěte nebo kojence není možné. Tvrdí, že v Novém zákoně se zmínky o pokřtěných týkají pouze věřících, kteří prožili znovuzrození.

## Historie

### Patristika

#### Apoštolští otcové
O tom, co Didaché učí o křtu, se mezi protestanty vedou diskuse. Tvrdilo se, že Didaché předpokládá křest věřících, protože předpokládá učednictví před křtem a nezmiňuje se o křtu dětí. Proti tomu Philip Schaff namítal, že mlčení Didaché o křtu dětí „nelze spravedlivě použít jako argument proti němu“.
Podobně jako později Tertulián, i Hermův pastýř se vyslovuje pro praxi odkládání křtu z praktického důvodu strachu před hříchy po křtu, neboť podle Herma mají ti, kdo padnou, jen jednu šanci na pokání.
Polykarp prohlásil: „Sloužil jsem mu osmdesát šest let a v žádném případě se mnou nejednal nespravedlivě.“ Zastánci křtu nemluvňat tvrdí, že tento citát ukazuje, že Polykarp byl pokřtěn jako nemluvně, přičemž argumentem je, že pokud byl Polykarp Kristovým služebníkem 86 let, musel by být Kristovým služebníkem od dětství, což naznačuje křest nemluvňat. Proti tomuto argumentu však Schoedel William namítl, že citát je ohledně křtu dvojznačný a že Polykarp měl na mysli parafrázi: „Vždy jsem sloužil Ježíši a nepřestanu ani ve věku 86 let.“

#### Přednicejské křesťanství

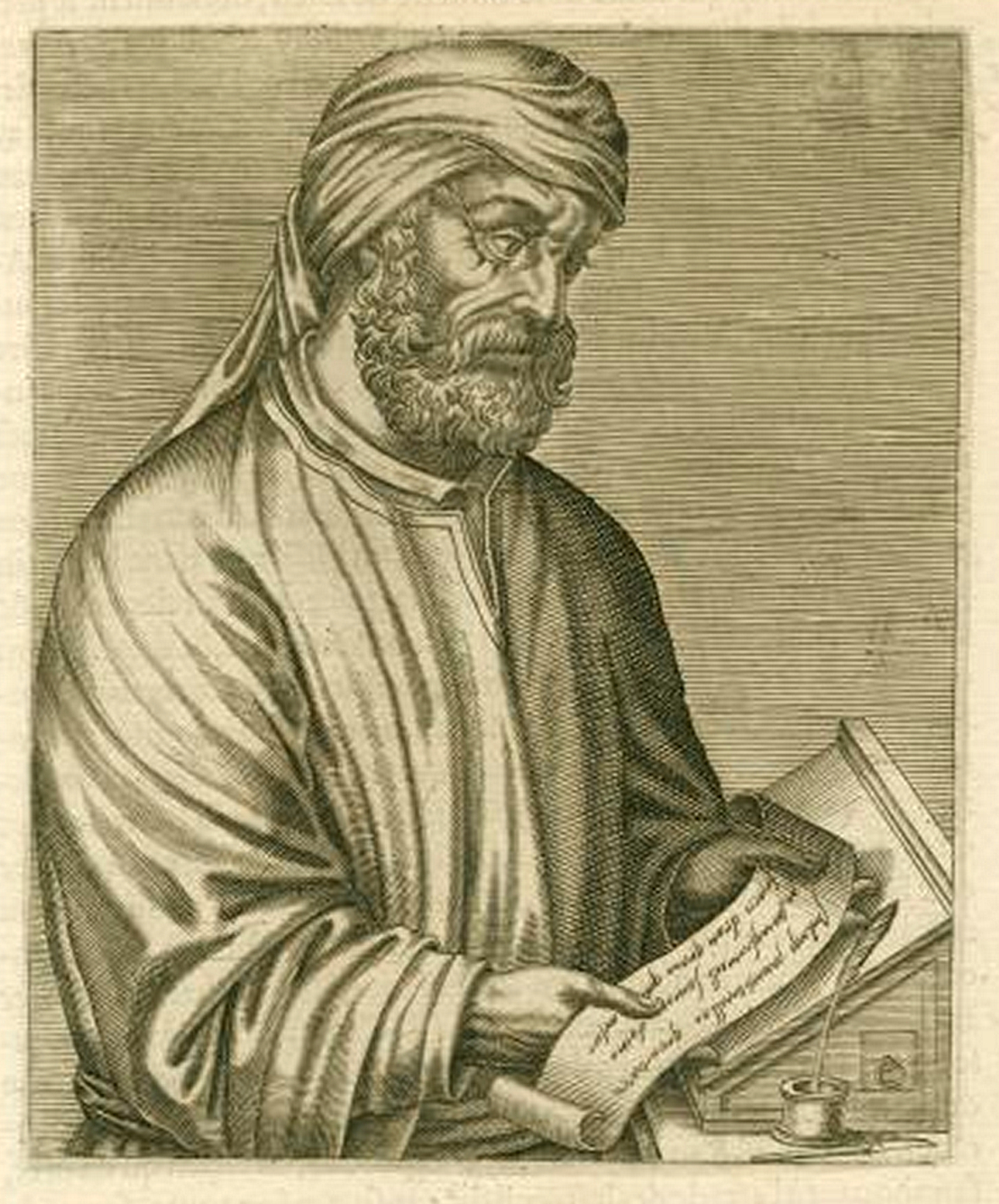
Tertulián doporučoval odložit křest v případě malých dětí.

Křest dětí v období před prvním nicejským koncilem potvrdili Hippolyt Římský a Cyprián, který oznámil rozhodnutí africké synody požadovat křest dětí. Tato praxe se také zjevně praktikovala v egyptských církvích velmi brzy, jak je patrné ze spisů Origena, který ji prohlásil za apoštolskou tradici. Podle Schreinera však Origenova potřeba omluvit křest nemluvňat naznačuje, že nešlo o všeobecnou víru. Tertulián (asi 198–203) ve svém pojednání o křtu radí odložit křest v případě malých dětí s odůvodněním, že je lepší počkat, až bude člověk připraven žít to, co vyznává ve křtu, než toto vyznání zavrhnout špatností. Radí však také odložit křest svobodných a zmiňuje se o tom, že v jeho době existoval křest nemluvňat, přičemž za ně mluvili kmotři.
Philip Schaff mezi mnoha jinými tvrdil, že Justin Mučedník křest dětí potvrdil, Justin uvedl, že někteří v jeho době byli Ježíšovými učedníky od dětství, zatímco Dan Taylor naopak tvrdil, že Justin Mučedník je „jasným a úplným důkazem“, že křest dětí se v jeho době nepraktikoval. Vyzdvihl Justinovy výroky, že člověk byl „přesvědčen, že věci, které jsme mluvili a učili, jsou pravdivé“, a to ještě před křtem. Dan Taylor argumentoval proti interpretaci citátu, která se používá k ospravedlnění křtu nemluvňat, a uvedl, že „učednictvím“ Justin neměl na mysli křest, ale vyučování.
Thomas Schreiner tvrdil, že Aristedova Apologie (řecky Ἀπολογία) nepřímo vylučuje křest nemluvňat, když uvádí, že děti věřících jsou považovány za součást křesťanského společenství pouze po obrácení.
Klement Alexandrijský se jasně nevyjádřil ke křtu dětí. Zastánci křtu věřících argumentovali, že protože Klement Alexandrijský spojuje pokání a křest, tuto praxi podporoval. Na druhou stranu Philip Schaff napsal, že některé jeho výroky mohou nejasně naznačovat křest dětí.
Eusebius se zmiňuje o dřívějším presbyterovi, který se ujal dítěte a „svěřil mu ho, vychovával, choval, opatroval a nakonec pokřtil“.
V nápisech z konce 2. století a pozdějších, v nichž je uvedeno datum křtu a úmrtí, existuje úzká souvislost mezi dobou křtu a dobou úmrtí. Například Antonia Cyriaceti zemřela a přijala křest ve stejný den, Felita přijala křest 26. března a zemřela 29. dubna. Více dalších nápisů zmiňuje lidi různého věku, kteří zemřeli jako „neofyté“, což znamená někoho, jehož křest byl nedávnou událostí, jako například řecký nápis, který zmiňuje Achillia, který zemřel ve svém 5. roce jako neofyt.
Montanisté svou strategií od křtu nemluvňat odrazovali. Někteří navíc tvrdí, že schizmatičtí novaciáni obecně nekřtili nemluvňata, ačkoli postoj novaciánů je sporný a v té době už byl křest nemluvňat mezi mnoha pravověrnými autory jasný.

#### Postnicejské křesťanství
Thomas Schreiner upozornil, že mnozí z kappadockých otců byli pokřtěni až v dospělosti, včetně Basila Velikého, Řehoře Naziánského a Řehoře z Nyssy. Schreiner tvrdil, že Řehoř Naziánský byl obecně proti křtu nemluvňat a dával přednost křtu dětí, které byly dostatečně staré, aby pochopily „základní obrysy víry“, s výjimkou případů, kdy dítěti hrozila smrt. Schreiner také tvrdil, že Cyril Jeruzalémský předpokládá, že pokřtěný by měl být dostatečně starý, aby chápal a byl připraven poslouchat některá přikázání. Basil z Cesareje navíc definoval křest jako projev víry, když uvedl: „Křest je ustanoven vírou a každý z nich je prováděn stejnými slovy. Jako totiž věříme v Otce, Syna a Ducha svatého, tak jsme také pokřtěni ve jménu Otce, Syna a Ducha svatého. Nejprve přichází vyznání, které přináší spásu, a pak následuje křest, který zpečeťuje náš souhlas.“
Jeroným, Rufinus z Akvileje, Ambrož a Jan Zlatoústý přijali křest v pozdějším věku. Monika nepokřtila Augustina jako dítě kvůli obavám z hříchů po křtu, situace Basila a Augustina je však odlišná, nic nenasvědčuje tomu, že by se svatá Emelie, která byla Basilovou matkou, obávala hříchů po křtu jako Monika u Augustina.
Augustin tvrdil, že zvyk křtít děti byl církvi předán od Ježíše a apoštolů. Během sporu s pelagiány jak Caelestius, tak Augustin potvrzovali platnost křtu dětí, ale pelagiáni popírali, že by děti měly v sobě hřích.
Praxi křtu dětí potvrdil také kartaginský koncil, když uvedl, že křest dětí očišťuje prvotní hřích. Stejně tak křest dětí potvrdili Jan Zlatoústý a Prosper z Akvitánie.

### Středověk
Walafrid Strabo, přestože podporoval křest dětí, uvedl, že křest „v dávných dobách“ byl udělován těm, kteří již byli dospělí.
Ve středověku se proti křtu dětí stavěli arnoldisté, valdenští a Petr z Bruysu. Valdenští také prováděli křest plným ponořením. Reinerius se zmínil, že valdenští věřili, že „obmytí, které se uděluje kojencům, nic neprospívá“.
Paulikiáni se důrazně stavěli proti křtu nemluvňat; křest dospělých udělovali až po poučení, vyznání a pokání. Bogomilové a kataři křest nemluvňat rovněž odmítali. Nevěřili však, že by měl být vůbec někdo pokřtěn vodou, a místo toho věřili, že křest má duchovní charakter.
Ačkoli se v české reformaci křest dětí používal, někteří vyznávali i křest věřících. Patří k nim Petr Chelčický, který dával přednost křtu starších osob, aniž by však navrhoval opakovaný křest, a radikální táborita Petr Kániš, který věřil, že křest by se měl zdržet až do 30 let.
Sebastian Frank napsal, že „pikardi v Čechách jsou rozděleni na dvě, nebo někteří říkají tři strany, velkou, malou a velmi malou, která se ve všem shoduje s anabaptisty“.

### Protestantská reformace

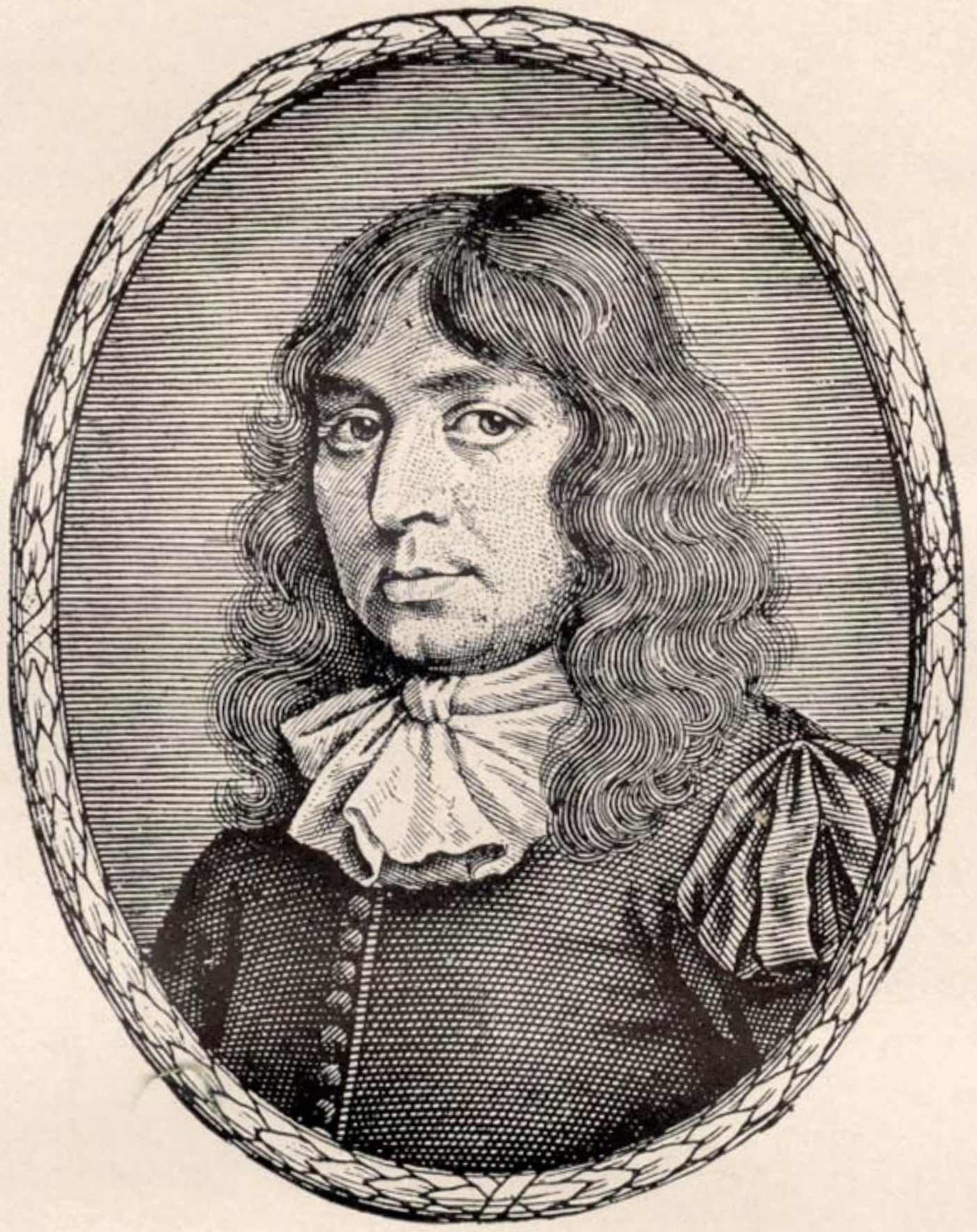
John Smyth zakladatel baptistického hnutí

V rané církvi jsou zaznamenány případy křtů po konverzi ke křesťanství. Zastánci křtu věřících argumentují, že to znamená, že nemluvňata by neměla být křtěna, protože nemohla sama vyznávat víru. Počínaje Augustinem (5. století) církev upevnila praxi křtu dětí a až do roku 1500 se objevuje jen málo zmínek o konkurenčních postupech. Augustin zastával názor, že křest je podmínkou pro smytí hříchů. Byl postaven před otázku, zda by měl být pokřtěn člověk v bezvědomí nebo nedobrovolně na smrtelné posteli; domníval se, že je lepší chybovat na úkor opatrnosti a takového člověka pokřtít.
Michael Servetus a cvikovští proroci se stavěli proti křtu nemluvňat. Andreas Karlstad byl také proti křtu nemluvňat, ale nepožadoval znovukřtění jednou pokřtěných dětí.
Na počátku 16. století začalo anabaptistické hnutí požadovat, aby kandidáti křtu mohli svobodně zvolit vyznání víry, a odmítlo tak křest nemluvňat. To a další doktrinální rozdíly vedly katolíky i protestanty k pronásledování anabaptistů, kteří je popravovali ohněm, mečem nebo utopením. Mezi významné anabaptistické teology patřili např. Balthasar Hubmaier, Jakob Hutter, Melchior Hoffman, Jan z Leidenu a Menno Simons. Ulrich Zwingli se jednou setkal s Balthasarem Hubmaierem a souhlasil s tím, že křest nemluvňat by měl být zrušen, avšak Zwingli se později stal pronásledovatelem těch, kteří křest nemluvňat odmítali. Hubmaier však křest nemluvňat v extrémních situacích připouštěl.
Historici datují první „baptistickou“ církev do roku 1609 v Amsterdamu v Nizozemské republice, jejímž pastorem byl anglický separatista John Smyth. V roce 1641 začala baptistická hnutí přijímat křest ponořením. Některá z nich mohla prosazovat křest ponořením o několik desetiletí dříve.
Zastánci křtu věřících tvrdí, že nebiblické záznamy nejsou směrodatné a že z Bible ani z raně křesťanské literatury neexistuje žádný důkaz o tom, že by apoštolové křtili děti.

## Argumenty pro kredobaptismus

### Písmo svaté
Zastánci křtu věřících tvrdí, že Nový zákon nepopisuje případy křtu dětí a že v novozákonní době raná církev vyžadovala od konvertitů vědomou, dobrovolnou víru v Ježíše Krista.
Zastánci křtu věřících používají na podporu svého názoru Skutky apoštolů – Sk 2 (Kral, ČEP), kde Petr nařizuje uvěřit ještě před křtem. Kredobaptisté také tvrdí, že Ježíšův křest jako dospělého, a nikoliv jako dítěte, potvrzuje křest věřícího.
Gavin Ortlund tvrdil, že paralela s obřízkou podporuje křest věřících, a argumentoval tím, že jelikož obřízka byla dána dětem Abrahamovým Genesis – Gn 17, 9 (Kral, ČEP) a že v Novém zákoně jsou pouze věřící nazýváni syny Abrahamovými Galatským – Gal 3, 7 (Kral, ČEP), podporuje to křest věřících.

## Věk odpovědnosti

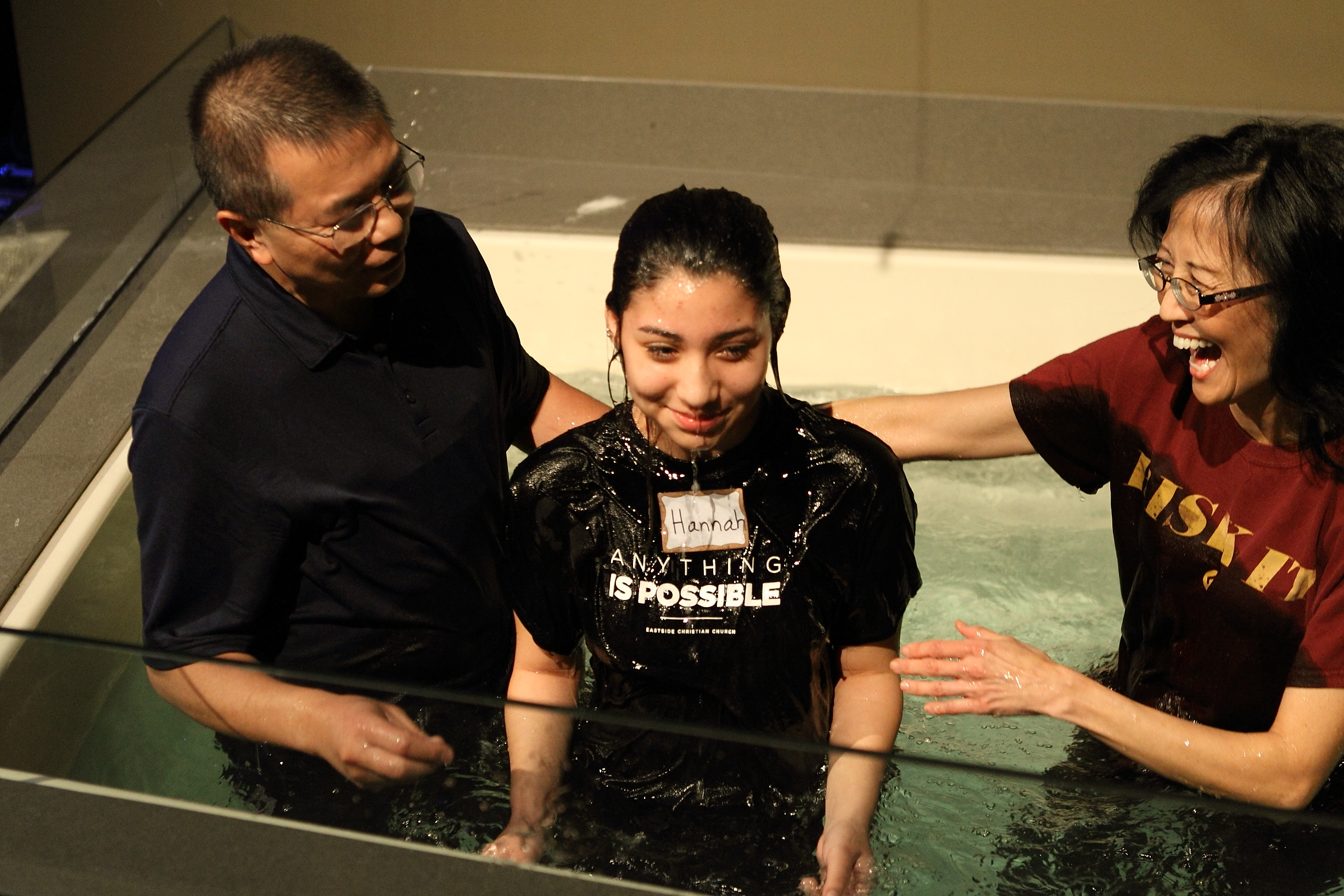
Křest věřících ponořením v Eastside Christian Church, Anaheim, Spojené státy, 2018

Křest věřících se uděluje pouze osobám, které dosáhly věku odpovědnosti nebo rozumu, což vychází z výkladu Nového zákona, podle něhož by měli být pokřtěni pouze věřící. Plné porozumění věřícího je ověřeno vedoucími, když věřící před křtem učiní vyznání víry.
V praxi tento věk obvykle odpovídá počátku dospívání, tedy přibližně 12 let v anabaptistických církvích a 9 až 12 let v baptistických církvích.
Toto chápání věku odpovědnosti je analogické židovské tradici Bar micva ve věku 12 nebo 13 let, kdy se židovské děti stávají odpovědnými za své činy a „těmi, na které se vztahují přikázání“.
V církvích, které vykonávají křest věřících, mohl být věk odpovědnosti stanoven výše nebo níže v závislosti na jejich tradičních zvyklostech a na jejich chápání psychologického vývoje dětí.

## Praxe

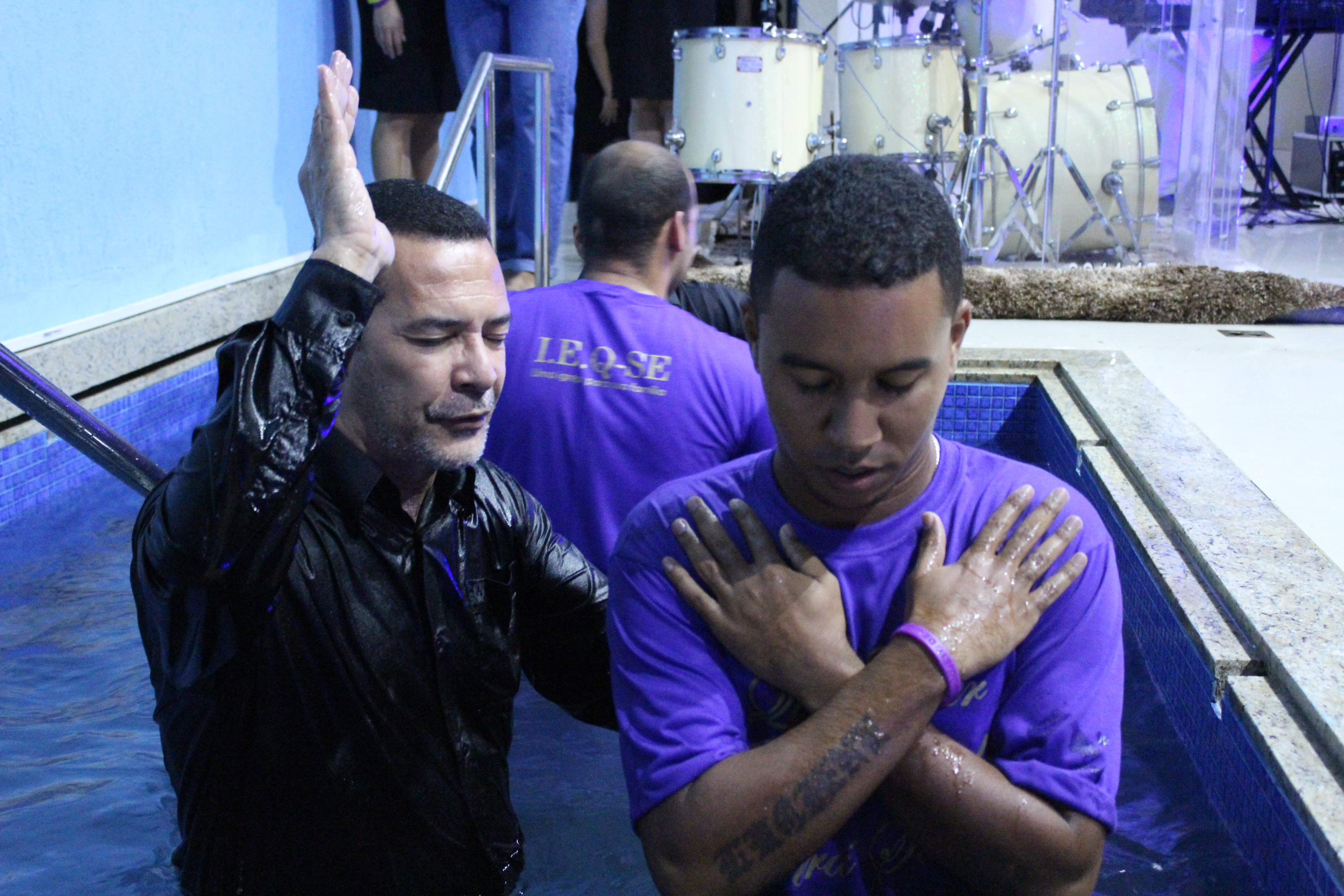
Křest dospělého věřícího ponořením v kostele The Foursquare Church v Aracaju, Brazílie, 2015

V oblastech, kde křest věřících představuje skutečnou nebo kulturní většinu, může tento rituál fungovat jako přechodový rituál, kterým dítě získává status dospělého.

## Denominační praxe
Evangelické denominace, které se hlásí k učení o církvi věřících (Believers' Church), přistupují ke křtu věřících po znovuzrození a vyznání víry.

### Anabaptisté
Křest věřících je jednou z několika charakteristických doktrín úzce spojených s anabaptistickými (doslova znovukřtěnými) denominacemi, mezi něž patří mennonité, amišové, hutterité, bruderhof, bratři ze Schwarzenau, Říční bratři a apoštolští křesťané. Pro anabaptisty se „křest věřícího skládá ze tří částí, Ducha, vody a krve – těchto tří svědků na zemi.“ Podle anabaptistické teologie: (1) Při křtu věřících je Duch svatý svědkem toho, že kandidát uzavírá smlouvu s Bohem. (2) Bůh při křtu věřících „uděluje pokřtěnému křestní vodu jako znamení své smlouvy s ním – takový člověk dává najevo a veřejně vyznává, že chce žít v pravé poslušnosti vůči Bohu a spoluvěřícím bezúhonným životem“. (3) Nedílnou součástí křtu věřícího je poslání kandidáta svědčit světu až do mučednické smrti, což je ozvěnou Ježíšových slov, že „budou pokřtěni jeho křtem a budou svědčit světu, až bude prolita jejich krev“. Anabaptistické denominace, jako jsou mennonité, amišové a hutterité, používají jako způsob udílení křtu věřících polévání, zatímco anabaptisté tradice bratři ze Schwarzenau a Říčních bratří křtí ponořením.
Bratři ze Schwarzenau spolu s Říčními bratry, což jsou obě anabaptistické denominace, učí, že obřad „je trojí ponoření, tj. ponoření třikrát dopředu ve jménu Otce, Syna a Ducha svatého.“ Tři ponoření dopředu, pro každou osobu Nejsvětější Trojice, také představují „tři dny Kristova pohřbu.“ Křest ponořením dopředu provádějí bratři Schwarzenau, protože „Bible říká, že Ježíš sklonil hlavu (nechal ji padnout dopředu) a zemřel. Křest představuje umírání starého, hříšného já."

### Baptistické, letniční a nedenominační křesťanství
Křest věřících vykonávají také baptisté a mnozí letniční.

### Metodismus
Mnohé metodistické denominace, jako například Svobodná metodistická církev a Evangelická wesleyánská církev, provádějí křest nemluvňat pro rodiny, které si ho pro své děti přejí, ale poskytují obřad zasvěcení dítěte těm, kteří dávají přednost křtu věřícího až poté, co jejich dítě osobně přijme Ježíše jako svého Spasitele. Jak křest dětí, tak křest věřících mohou být přijaty poléváním, kropením nebo ponořením – způsob podání si volí kandidát nebo jeho rodiče či kmotrové.

### Restorationismus
V Církvi adventistů sedmého dne se pro členství v církvi nevyžaduje znovukřtění ponořením. Je však k dispozici těm, kteří mají pocit, že obdrželi nové informace, které je změnily, nebo prožili znovuzrození.
Církev Ježíše Krista Svatých posledních dnů zcela odmítá křest nemluvňat. Malé děti jsou považovány za narozené bez hříchu a neschopné hřešit. Nemusí být pokřtěny až do osmi let, kdy se mohou začít učit rozlišovat dobro od zla, a jsou tedy odpovědné Bohu za své činy. Lidé zcela neschopní chápat, co je správné a co špatné, bez ohledu na věk, jsou také považováni za nezodpovědné za své činy a nejsou pokřtěni.

## Teologické námitky
Mnohé církve, které křtí děti, například římskokatolická, presbyteriánská, reformovaná, anglikánská, metodistická, luteránská, Moravští bratři, pravoslavná a starobylé východní církve, dříve fungovaly jako národní, státem zřízené církve v různých evropských a latinskoamerických zemích. Obhájci křtu dětí se pokoušeli vysledovat tuto praxi až do novozákonní doby, ale obecně uznávají, že neexistují jednoznačné důkazy o tom, že tato praxe existovala před 2. stoletím. Během reformace byl vztah církve a státu spornou otázkou a křest nemluvňat byl považován za způsob, jak zajistit, aby společnost zůstala nábožensky homogenní. V důsledku toho byly skupiny, které křest nemluvňat odmítaly, považovány za podvratné a často byly pronásledovány.

### Kristovy církve
V Kristových církvích je křest chápán spíše jako pasivní úkon víry než jako záslužný čin; je to „vyznání, že člověk nemá Bohu co nabídnout“. Kristovy církve sice nepopisují křest jako „svátost“, ale jejich pohled na něj lze označit jako „svátostný“. Sílu křtu vidí spíše v tom, že pochází od Boha, který se rozhodl použít křest jako prostředek, než ve vodě nebo v samotném aktu, a křest chápou jako nedílnou součást procesu obrácení, nikoliv jen jako symbol obrácení. Trendem poslední doby je zdůrazňovat transformační aspekt křtu. Místo toho, aby byl popisován jen jako právní požadavek nebo znamení něčeho, co se stalo v minulosti, je vnímán jako „událost, která věřícího uvádí ‚do Krista‘, kde Bůh koná trvalé dílo proměny“. Kvůli přesvědčení, že křest je nezbytnou součástí spasení, někteří baptisté zastávají názor, že Kristovy církve podporují učení o křestním znovuzrození. Členové Kristových církví to však odmítají a tvrdí, že vzhledem k tomu, že je nutná víra a pokání a že k očištění hříchů dochází Kristovou krví skrze Boží milost, není křest ve své podstatě spásným rituálem. Jeden autor z Kristových církví popisuje vztah mezi vírou a křtem: „Víra je důvodem, proč je člověk Božím dítětem; křest je okamžik, kdy je člověk začleněn do Krista a stává se tak Božím dítětem“ (kurzíva ve zdroji). Křest je chápán spíše jako vyznání víry a pokání než jako „skutek“, kterým se získává spása.

## Známé osobnosti pokřtěné v dospělosti
- Martina Viktorie Kopecká (* 1986), farářka církve československé husitské
- Jiří Ovčáček (* 1979), český politik